# Nicola de Gemmis
Nicola de Gemmis (Bari, 17 agosto 1818 – Bari, 21 giugno 1883) è stato un letterato e patriota italiano.

## Biografia
Figlio di Giuseppe de Gemmis e della Nobile Maria de Introna, Nicola discende dalla antica famiglia dei baroni di Terlizzi. Studiò all'Università di Napoli dove si laureò in giurisprudenza, in lettere ed in filosofia. 
Dedicatosi alla vita politica si mise in corrispondenza con uomini di spicco quali Giuseppe Antonacci, Giuseppe Ceci ed altri coi quali ebbe comunione di pensiero riguardo all'abbattimento della dinastia borbonica.  
Nel 1860 fu nominato da Giuseppe Garibaldi primo sindaco di Bari del Regno d'Italia. Il 7 ottobre 1860 fu inviato con Vincenzo Sylos Labini a porgere i saluti al Re Vittorio Emanuele II che entrava a Napoli. Come sindaco di Bari promosse tutte le feste commemorative rivolgendo manifesti patriottici alla cittadinanza e rassodando il sentimento italiano. Fu varie volte eletto consigliere e deputato del Consiglio Provinciale di Bari e per parecchi anni fu vice Presidente del Consiglio. 
Presidente del Consiglio Provinciale Scolastico, fece parte di varie commissioni dell'Istruzione Pubblica. Fu paggio di onore del S.M. Ordine di Malta e Commendatore della Corona d'Italia.
Prese in moglie Donna Marianna Catino Mazzacchera dei duchi di Castelgaragnone.
Morì a Bari nel 1883. A suo nome è intitolata una strada di Bari.